# Kampfgeschwader 254
Das Kampfgeschwader 254 war ein Verband der Luftwaffe der Wehrmacht vor dem Zweiten Weltkrieg. Als Kampfgeschwader, ausgestattet mit Bombern, zuletzt vom Typ Heinkel He 111 bildete es Bomberbesatzungen aus für Luftangriffe mit Bomben. Es wurde am 1. Mai 1939 in Kampfgeschwader 54 umbenannt.

## Aufstellung
Der Geschwaderstab entstand im Rahmen der Aufrüstung der Luftwaffe am 1. April 1936 auf dem Fliegerhorst Lippstadt (Lage). Am 1. November 1938 wurde er in Geschwaderstab des Kampfgeschwaders 155 umbenannt und am gleichen Tag in Fritzlar (Lage) ein neuer Geschwaderstab/KG 254 gebildet. Die I. Gruppe bildete sich am 1. April 1936 auf dem Fliegerhorst Delmenhorst. (Lage) Dort wurde sie am 1. Oktober 1936 in die III. Gruppe des Kampfgeschwaders 157 umgewandelt. Am 1. April 1937 entstand in Lippstadt eine neue I. Gruppe die am 1. November 1938 in die I. Gruppe des Kampfgeschwaders 155 umgebildet wurde. Am gleichen Tage erhielt die in Fritzlar liegende III. Gruppe des Geschwaders die Bezeichnung I./KG 254. Die II. Gruppe entstand am 1. April 1937 in Eschwege (Lage) und wurde am 1. November 1938 in die II. Gruppe des Kampfgeschwaders 155 umgewandelt. Am gleichen Tage erhielt die in Gütersloh stationierte IV. Gruppe des Geschwaders ihre Umbenennung in II./KG 254. Die III. Gruppe wurde am 1. April 1937 in Diepholz (Lage), die IV. Gruppe zur gleichen Zeit in Gütersloh (Lage) aufgestellt. Am 1. Mai 1939 erhielt der Geschwaderstab und die I. Gruppe nachdem neuen Benennungsschema der Luftwaffe die Bezeichnung Stab und I. Gruppe des Kampfgeschwaders 54, während die II. Gruppe zum Kampfgeschwader 28 kam. Das Geschwader war erst mit der Junkers Ju 52/3m und zuletzt mit der Heinkel He 111 ausgestattet.

## Gliederung

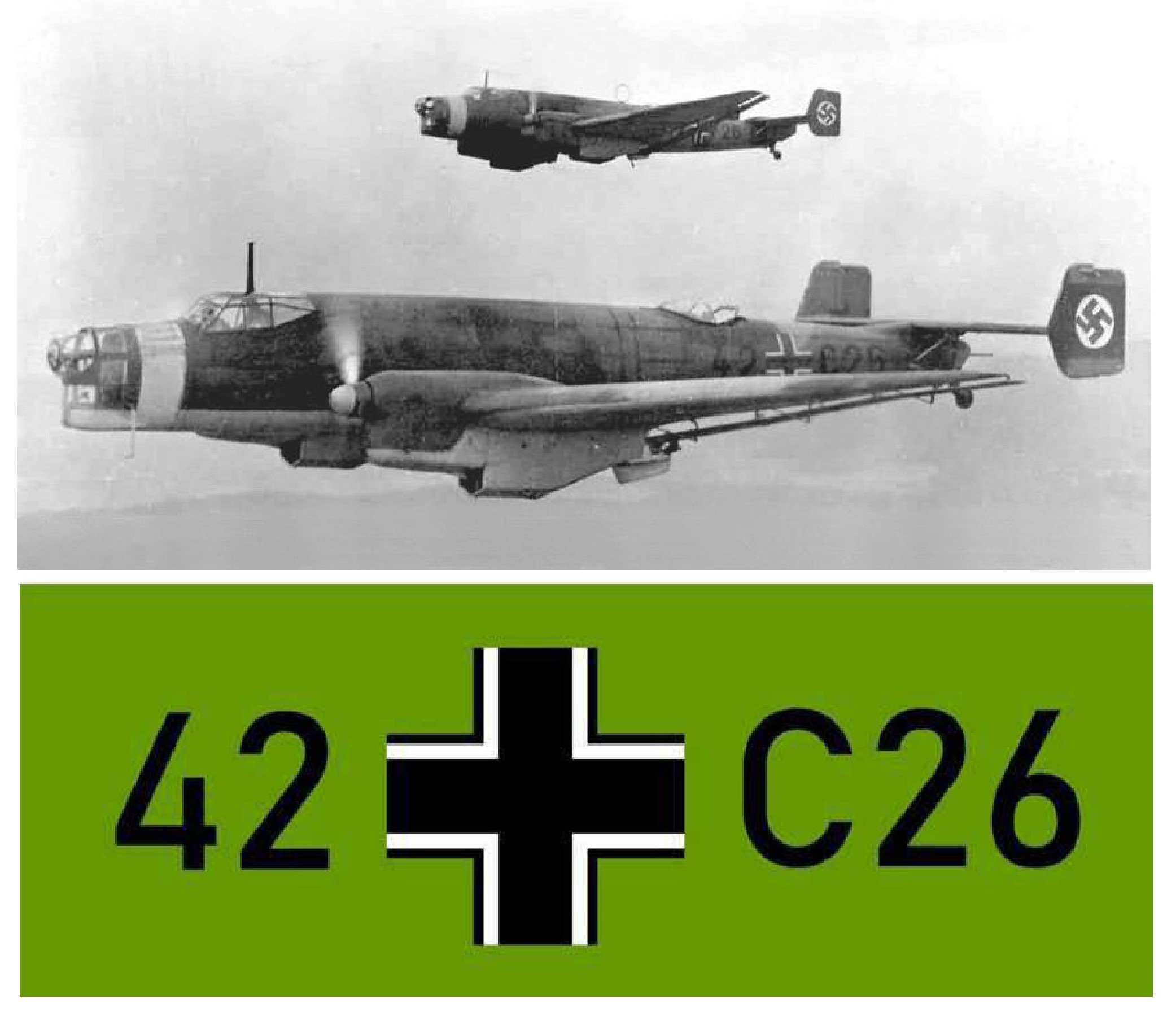
Junkers Ju 86 der II./KG 254, Eschwege, 1937

Der Geschwaderstab führte die I. bis IV. Gruppe die wiederum in Staffeln unterteilt waren. Die 1. bis 3. Staffel gehörte der I. Gruppe, die 4. bis 6. Staffel der II. Gruppe, die 7. bis 9. Staffel der III. Gruppe und die 10. bis 12. Staffel der IV. Gruppe an.

## Geschichte
Im Rahmen der Besetzung des Sudetenlandes warf die IV. Gruppe in mehreren Einsätzen, vom 25. September bis 18. Oktober 1938 vom Fliegerhorst Neudorf (Lage) aus, Propaganda-Flugblätter über dem Sudetenland ab.

## Kommandeure

### Geschwaderkommodore
| Dienstgrad | Name             | Zeit                               |
| ---------- | ---------------- | ---------------------------------- |
| Oberst     | Wilhelm Süssmann | 1. April 1937 bis 30. Oktober 1938 |
| Oberst     | Walter Lackner   | 1. November 1938 bis 1. Mai 1939   |

### Gruppenkommandeure
I. Gruppe
- Major Joachim Kortüm, 1. April 1937 bis 31. Januar 1938[10]
- Oberst Hans Belau, 1. Februar 1938 bis 30. September 1938[11]
- Oberst Josef Brunner, 1. Oktober 1938 bis 30. Oktober 1938[12]
- Major Otto Höhne, 1. November 1938 bis 1. Mai 1939[13]

II. Gruppe
- Oberstleutnant Joseph Hilgers, 1. April 1937 bis 30. September 1937[14]
- Oberst Walter Lackner, 1. Oktober 1937 bis 30. Oktober 1938[15]
- Major Carl Rütgers, 1. November 1938 bis 31. Januar 1939[16]
- Major Rudolf Koester, 1. Februar 1939 bis 1. Mai 1939[17]

III. Gruppe
- Major Otto Höhne, 1. April 1937 bis 1. November 1938[18]

IV. Gruppe
- Major Carl Rütgers, 1. April 1937 bis 1. November 1938[19]

## Bekannte Geschwaderangehörige
- Hans-Wolrad Dölling (1916–1997), war von 1971 bis 1975, als Brigadegeneral der Luftwaffe der Bundeswehr, Kommandeur des Bundeswehrkommandos USA und Kanada